# Великі Луки (станція)
Вели́кі Лу́ки (рос. Великие Луки) — вузлова залізнична станція Жовтневої залізниці. Розташована в однойменному місті Псковської області.

## Історія
Станцію відкрито 1901, у вересні того ж року тут розпочато пасажирське сполучення; 1902-го побудовано залізнічні майстерні; 1906 року після інавгурації магістралі (на той час двоколійної) у напрямку Полоцька утворився залізничний вузол.